# HD 110067
HD 110067 ist ein Stern im Sternbild Haar der Berenike. Er befindet sich in einer Entfernung von etwa 105 Lichtjahren und wird von 6 Exoplaneten umkreist, welche miteinander in Resonanz sind.
Erste Hinweise auf ein System mit mindestens 2 Planeten wurden 2020 mithilfe von TESS entdeckt; nachfolgende Untersuchungen ab 2022 mit dem CHEOPS sowie bodengestützten Teleskopen zeigten die außergewöhnliche Beschaffenheit dieses Systems auf.

## Planetensystem

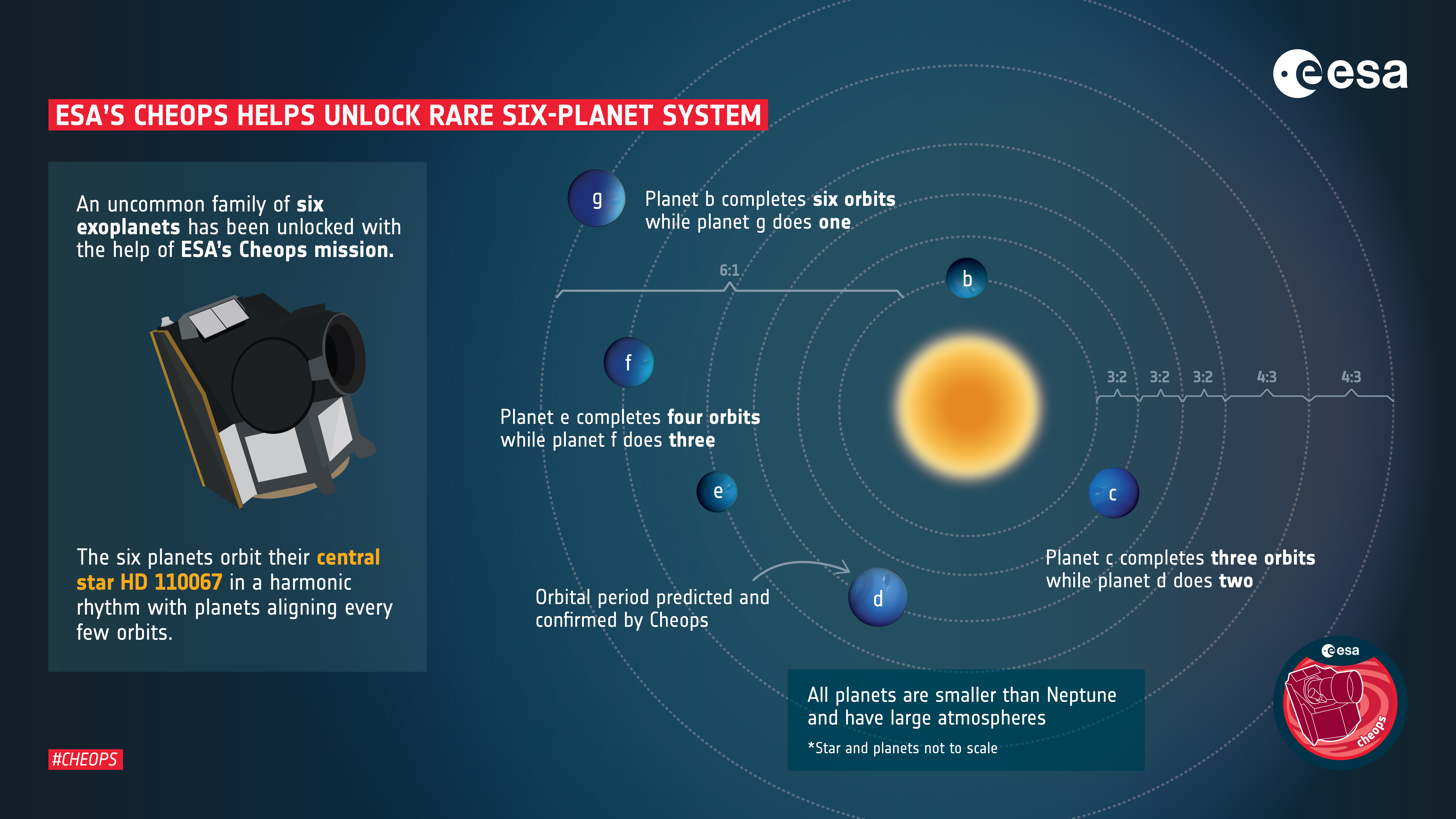
Darstellung der Planetenbahnen und der Resonanzen im System HD 110067 (ESA, 30. November 2023)

Das System besteht nach gegenwärtigem Stand aus sechs Mini-Neptunen. Die Planeten ziehen im Vergleich zum Sonnensystem ihre Bahnen viel näher zum Zentralstern: Für einen vollen Umlauf benötigt HD 110067 b nur etwa neun Tage, HD 110067 c etwa 13,5 Tage, HD 110067 d etwas mehr als 20,5 Tage, HD 110067 e knapp 31 Tage, HD 110067 f etwa 41 Tage und HD 110067 g etwa 54 Tage. Die Gleichgewichtstemperaturen bewegen sich zwischen 440 und 800 K. Die Bahnresonanzen der Planeten untereinander sind entsprechend 3:2 für die ersten vier Planeten zueinander und dann für die äußeren beiden 4:3. Da das System vermutlich sogar älter als das Sonnensystem ist und derartige Bahnresonanzen normalerweise nicht über längere Zeit stabil sind, schlagen die Forscher weitere Untersuchungen mit dem James-Webb-Weltraumteleskop vor. Dass der Stern mit der Spektralklasse K0 V verhältnismäßig hell ist, hilft für Folgeuntersuchungen der Atmosphären dieser Planeten. Die ungewöhnlichen Bahnresonanzen könnten auch helfen, den Entstehungsprozess von Planetenprozessen besser zu verstehen, da sich dieses Planetensystem mutmaßlich über längere Zeit ungestört entwickeln konnte und sich mit dem Wissen um die aktuellen Bahnen möglicherweise die Ausgangslage nachvollziehen lässt.
| Planet (Reihenfolge vom Stern aus) | Entdeckt | Masse (Erdmassen) | Radius (Erdradien) | Dichte (g/cm³) | Große Halbachse der Bahn (AU) | Umlaufzeit (Tage) | Exzentrizität | Bahnneigung (Grad) | Gleichgewichts- temperatur (Kelvin) |
| ---------------------------------- | -------- | ----------------- | ------------------ | -------------- | ----------------------------- | ----------------- | ------------- | ------------------ | ----------------------------------- |
| b                                  | 2023     | 5,69 +1,78−1,82   | 2,20 ± 0,03        | 2,9            | 0,079 ± 0,001                 | 9,11 ± 0,01       | –             | 89,06 ± 0,10       | 800 +10−10                          |
| c                                  | 2023     | < 6,3             | 2,39 ± 0,04        | ~ 2,5          | 0,104 ± 0,001                 | 13,67 ± 0,01      | –             | 89,69 ± 0,16       | 699 ± 9                             |
| d                                  | 2023     | 8,52 +3,31−3,25   | 2,85 ± 0,04        | ~ 2,0          | 0,159 ± 0,002                 | 20,52 ± 0,01      | –             | 89,25 ± 0,05       | 602 ± 8                             |
| e                                  | 2023     | < 3,9             | 1,94 ± 0,04        | ~ 2,9          | 0,203 ± 0,002                 | 30,79 ± 0,01      | –             | 89,87 ± 0,09       | 533 ± 7                             |
| f                                  | 2023     | 5,04 +1,89−1,94   | 2,60 ± 0,04        | ~ 1,6          | 0,215 ± 0,002                 | 41,06 ± 0,01      | –             | 89,67 ± 0,05       | 489 ± 6                             |
| g                                  | 2023     | < 8,4             | 2,61 ± 0,05        | ~ 2,6          | 0,236 ± 0,005                 | 54,77 ± 0,01      | –             | 89,73 ± 0,07       | 440 ± 6                             |